# زیردریایی کلاس اوسوتنیک
سابمارین کلاس اوسوتنیک (به انگلیسی: Osvetnik-class submarine) یک کلاس از زیردریایی است که طول آن ۶۶٫۵ متر (۲۱۸ فوت) می‌باشد.